# Mariam Yahia Ibrahim Ishag
Mariam Yahia Ibrahim Ishag (född 1987), senare Mariam Ibraheem, även Meriam Ibrahim, är en sudanesisk kvinna som år 2014 dömdes av en sharia-domstol i Khartoum till hundra piskrapp för äktenskapsbrott och avrättning för avfällighet. Domen upphävdes efter starka internationella protester, och hon är (2020) bosatt i USA och verksam i Tahrir Alnisa Foundation som arbetar för utsatta kvinnors situation.

## Biografi
Ibraheem är dotter till en etiopisk ortodox kvinna och en muslimsk man, där hennes pappa tidigt övergav familjen. Hon växte upp i ett flyktingläger i Gedarif i Sudan och uppfostrades av sin mor, som uppmuntrade henne att få en medicinsk utbildning i Khartoum. Ibraheem gifte sig 2011 med den amerikanske medborgaren Daniel Wani, och de fick i november 2012 sonen Martin.
Ibraheem anmäldes till myndigheterna för avfällighet av sin halvbror Al Samani Al Hadi Mohamed Abdullah med motiveringen att deras familj är muslimer och inte vill förneka islamisk lag. Ibraheem dömdes den 15 maj 2014 av en sharia-domstol i Khartoum till hundra piskrapp för äktenskapsbrott och avrättning för avfällighet. Motiveringen var att hon hade gift sig med en kristen man, och således övergett sin (frånvarande) fars islamska tro. Själv hävdar hon att hon inte har bytt religion utan är uppfostrad av sin mor som etiopisk-ortodox kristen.
Domen fick stor uppmärksamhet i media och har fördömts av såväl västerländska regeringar som människorättsorganisationer, däribland Amnesty International, som beskriver henne som oskyldig samvetsfånge. Hennes man, som är rullstolsburen och amerikansk medborgare, nekades inträde till rättssalen av polisen. Domstolen gav henne tre dagar på sig att avsäga sig sin kristna tro, men hon vägrade att göra det. Hon hade blivit anmäld till myndigheterna av en av sina släktingar som hävdade att Mariam hade begått äktenskapsbrott genom att gifta sig med en kristen – äktenskap mellan personer av olika religion är otillåtet enligt Sudanesisk tolkning av Sharia-lagarna.
Mariam Ibrahim var gravid när hon arresterades tillsammans med sin 20 månader gamla son, och födde den 27 maj 2014 sitt andra barn under vistelsen i häktet, knappt två veckor efter att hon mottog sin dödsdom. Födseln skedde i fängelset under primitiva förhållanden, där hennes ben var i bojor under födslovärkarna. På grund av det nyfödda barnet skulle hängningen inte verkställas förrän när barnet var två år.
Domen har återuppväckt en teologisk och juridisk debatt om avfällighet, där liberala och konservativa sudanesiska skriftlärda är av olika uppfattning om huruvida – och hur – handlingen att överge den islamiska tron ska straffas.
Efter intensiva påtryckningar från det internationella samfundet uppgav sudanesiska tjänstemän den 31 maj 2014 för BBC att hon skulle friges inom några dagar.  Meriam Ibrahim frigavs återigen den 26 juni 2014 och tog då sin tillflykt till den amerikanska ambassaden tillsammans med sin familj. Efter omfattande förhandlingar kunde hon lämna Sudan, och anlände till Rom den 24 juli 2014 med ett italienskt regeringsplan.
Ibraheem bosatte sig efter frigivningen i New Hampshire, USA, och är (2020) "Director of Global Mobilization" för organisationen Tahrir Alnisa Foundation som arbetar för kvinnor som förföljs för sin tro eller behandlas illa i sin parrelation.